# Oppiphorina epaxia
Oppiphorina epaxia är en mossdjursart som först beskrevs av Gordon 1984.  Oppiphorina epaxia ingår i släktet Oppiphorina och familjen Phorioppniidae. Inga underarter finns listade i Catalogue of Life.